# Goldeckstadion
Goldeckstadion – stadion sportowy w Spittal an der Drau, w Austrii. Obiekt może pomieścić 8000 widzów. Swoje spotkania rozgrywają na nim piłkarze klubu SV Spittal an der Drau.